# Neue Zeitschrift für Sozialrecht
Die Neue Zeitschrift für Sozialrecht (NZS) ist eine juristische Fachzeitschrift, die sich mit dem gesamten Spektrum des Sozialrechts einschließlich Teilen des Medizinrechts beschäftigt. Der Schwerpunkt der Veröffentlichungen liegt im Sozialversicherungsrecht, in neuerer Zeit auch zunehmend im Recht der Grundsicherung für Arbeitsuchende.
Die Zeitschrift ist aus der Neuen Zeitschrift für Arbeits- und Sozialrecht (NZA) hervorgegangen, aus der sie zur ersten Ausgabe im Jahr 1992 ausgegliedert worden war. Den Anstoß hierzu hatte der damalige Präsident des Bundessozialgerichts Heinrich Reiter gegeben, der in der Folge auch einer der Gründungsherausgeber der NZS geworden war. Die NZA wird seitdem als Neue Zeitschrift für Arbeitsrecht ausschließlich mit arbeitsrechtlichen Themen fortgeführt, während dem Sozialrecht in der NZS vermehrt Raum gegeben wurde.
Die Zeitschrift wird herausgegeben von Ulrich Becker, Jürgen Brand, Dagmar Felix, Stefan Greiner, Rainer Hess, Thorsten Kingreen, Ferdinand Kirchhof, Gerhard Knorr, Peter Masuch, Wolfgang Meyer, Hermann Plagemann, Christian Rolfs, Franz Ruland, Rainer Schlegel, Helge Sodan, Wolfgang Spellbrink, Raimund Waltermann und Peter Wigge.
Die NZS erscheint seit Januar 2011 zweiwöchentlich, zuvor monatlich im Verlag C. H. Beck, München. Alle Beiträge seit dem Jahrgang 1998 sind auch über die Datenbank Beck-Online abrufbar. Schriftleiter war bis 2016 Ministerialdirigent Gerhard Knorr. Seit 2017 fungieren Stefan Greiner, Rainer Schlegel und Raimund Waltermann als Redaktionsleiter.